# Friedrich Johannsen
Pour les articles homonymes, voir Johannsen.
Friedrich Johannsen (1897-1983) est un métallurgiste allemand, ingénieur et enseignant à l'université de technologie de Clausthal. Il est l'inventeur du procédé Krupp-Renn, et a fortement contribué à la mise au point du procédé Waelz.

## Biographie
Friedrich Johannsen nait le 17 septembre 1897 à Gulde (aujourd'hui Stoltebüll), au nord du Schleswig-Holstein. Après avoir terminé sa scolarité en 1915, il est mobilisé comme soldat jusqu'à la fin de la Première Guerre mondiale. Après un semestre à l'université de Kiel, il part étudier en 1919 la fusion des métaux à l'université de technologie de Clausthal (à l'époque : l'école des mines de Clausthal), dont il sort diplômé en juillet 1921.
Son premier emploi, en août 1921, est un poste d'ingénieur de production à l'usine de zinc de Wilhelmsbourg (de) (Zinn-Werken Wilhelmsburg). Il y développe le recyclage des métaux et effectue ses premières recherches sur la volatilisation du zinc lors du soufflage du laiton dans un convertisseur. Cette problématique le fait retourner dans son université, où il obtient son doctorat en 1923.
Il rejoint alors l'usine Gruson. En 1932, il prend la tête de tout le département métallurgique de cette usine. Il est alors un ingénieur extrêmement expérimenté sur les traitements minéralurgiques de minerais, ainsi que beaucoup de procédés pyrométallurgiques. Il quitte l'usine sidérurgique en 1945, à la fin de la Seconde Guerre mondiale. En 1946, il est nommé à la chaire de métallurgie et d'électrométallurgie à l'école des mines de Clausthal.
Sa présence à l'école des mines rehausse le niveau universitaire car il y communique sa vaste connaissance de l'industrie. Ses  recherches se concentrent alors sur la métallurgie extractive des non ferreux tels que le plomb, le zinc, et particulièrement le cuivre. Il défend l'exigence d'une expérimentation en laboratoire se rapprochant au mieux des conditions opérationnelles réelles, et établi un grand nombre de différents diagrammes physico-chimiques.
Il s'implique aussi, dans le contexte particulier de l’après-guerre en Allemagne, à redéfinir les objectifs et les statuts de la Société des métallurgistes et mineurs allemands (de). Celle-ci lui décerne la « médaille Georgius Agricola » pour « l'invention, la formation constructive et le développement métallurgique des procédés Waelz et Krupp-Renn pour la métallurgie en Allemagne et dans le monde entier ». En 1962, il prend sa retraite. En 1968, la Faculté des mines et de la métallurgie de l'Université technique de Berlin lui décerne le titre de docteur-ingénieur honoris causa.
Il quitte Clausthal en 1963 pour vivre à Baden-Baden. Après quelques années, il s'installe à Constance, où il décède le 5 mai 1983.

## Inventions
Johannsen commence son activité de recherche sur l'évaporation des métaux volatils. Quand ceux-ci sont présents à de faibles teneurs, il est coûteux de les extraire par des fours à haute température, mais leur récupération conserve un intérêt économique si un procédé pyrométallurgique adapté est employé. En particulier, les scories riches en zinc, ou les minerais pauvres en plomb et en zinc, ont une valeur économique certaine si le procédé d'extraction est bien optimisé. Johannsen est un des créateurs du procédé Waelz, qui extrait le zinc, le plomb, l'étain et l'antimoine par oxydation et vaporisation dans un four rotatif. Les premières installations sont exploitées par la Hüttenwerke Kayser (de) à Lünen, ainsi que la Deutsch-Oberschlesische Zink AG (DOZAG) qui recycle de vieux terrils de calamine. Le procédé, soutenu par le cours alors élevé du zinc, connait une diffusion internationale.
Sur le même principe du four rotatif, il met au point le procédé Krupp-Renn pour l'extraction du fer par réduction directe. Ce procédé est attentivement étudié par l'empire du Japon qui cherche à valoriser des gisements en Corée et au Japon, à l'instar du régime nazi qui cherche à développer son autarcie. L'adoption par les japonais s'avère cependant laborieuse et la visite de Johannsen en Asie en 1939 ne parvient guère à résoudre les difficultés, les japonais étant trop fiers pour admettre l'aide proposée.
Johannsen développe aussi le procédé Renn-Waelz, un hybride pour l'extraction combinée du fer et du zinc. Parfois aussi appelé « procédé Krupp-Waelz », il n'a pas connu de succès, sa concrétisation s'étant limitée à un unique démonstrateur de 2,75 m x 40 m capable de traiter 70 à 80 t/jour,

## Publications et œuvres
- (de) Friedrich Johannsen, « Das Krupp-Rennverfahren », Stahl und Eisen, no 38,‎ 20 septembre 1934, p. 969-978 (lire en ligne [PDF])
- Friedrich Johannsen, « Liste de brevets de Friedrich Johannsen », sur worldwide.espacenet.com, Office européen des brevets (consulté le 28 janvier 2021)
- (en) Friedrich Johannsen, « The Krupp Renn Process », dans Study on iron and steel industry and report on meeting of experts held in Bogota and sponsored by the Economic Commission for Latin America and technical assistance administration, vol. II, Organisation des Nations unies, 6 avril 1953 (lire en ligne [PDF]), p. 192-200